# Thomas Falkner
Thomas Falkner (6 de outubro de 1707 - 30 de janeiro de 1784) foi um missionário, explorador e médico jesuíta inglês, ativo na região da Patagônia por quase quarenta anos. Sua obra principal,The Description of Patagonia, foi escrita de acordo com a ideia da colonização inglesa (semelhante ao Parque Mungo e outros exploradores de sua época), mas permanece valiosa como um registro do início da vida, da flora e da fauna da região.  Ele é creditado por registrar o primeiro fóssil da atual Argentina.

## Vida
Ele era filho de Thomas Falkner, um boticário de Manchester, e tinha herança calvinista, talvez escocesa. 
Com a saúde debilitada, foi aconselhado a fazer uma viagem marítima e, conhecendo um capelão de navio a bordo do Assiento, navio que negociava com a Guiné e transportava escravos para Buenos Aires, aceitou o convite para acompanhar o navio como cirurgião. Isso foi por volta de 1731. Ao chegar a Buenos Aires, estava tão doente que o capitão foi obrigado a deixá-lo ali aos cuidados do Padre Mahoney, superior do Colégio Jesuíta, onde foi cuidado até recuperar a saúde. Converteu-se então ao catolicismo, juntou-se aos jesuítas e tornou-se padre.  
Em 1740 ou logo depois ele foi enviado para ajudar o Padre Matthias Strobel em sua missão ao povo do norte de Tehuelche na Laguna de los Padres, 12 milhas (19 km)   a oeste da atual cidade de Mar del Plata,  o primeiro assentamento humano permanente na região.  Durante cerca dos quarenta anos seguintes ele foi missionário e explorador da região, reunindo material que se tornaria The Description of Patagonia. 
Falkner retornou à Inglaterra, onde, em 1771 ou 1772, ingressou na província inglesa da Sociedade. Ele foi nomeado capelão de Robert Berkeley de Spetchley. Ele então se tornou capelão do Sr. Berington de Winsley em Herefordshire, e depois dos Plowdens de Plowden Hall em Shropshire. 

## Descobertas científicas
A ele é creditado o registro do primeiro fóssil da atual Argentina: em 1760, Falkner descobriu o esqueleto de um grande tatu às margens do rio Carcarañá, perto da vila de Santa Fé; muitos anos depois o fóssil foi identificado como originário de um gliptodonte.  Darwin menciona este fóssil e o "velho Falkner" em sua viagem ao Beagle, depois de também descobrir fósseis na Patagônia.

## Obras
Ele escreveu um relato de suas experiências na Patagônia, que foi publicado em Hereford em 1774 sob o título A Description of Patagonia and the adjoining parts of South America, with a grammar and a short vocabulary, and some particulars relating to Falkland's Islands. O livro publicado não foi seu trabalho original, mas uma compilação de William Combe, que usou os artigos de Falkner. O livro foi traduzido para alemão, francês e espanhol. Outro relato dos patagônicos devido ao Padre Falkner é encontrado nas obras de Thomas Pennant, que descreveu seu ensaio como "formado a partir da relação do Padre Falkner, um jesuíta, que residiu entre eles por trinta e oito anos". 
Após sua morte, os jesuítas espanhóis que o conheceram na América do Sul estavam ansiosos para obter suas obras inéditas. Eles incluíam tratados sobre os produtos botânicos e minerais da América e American distempers as cured by American drugs. É afirmado pelo Pe. Caballero, SJ, que também havia editado Volumina duo de anatomia corporis humani. 
O Lago Falkner, na Argentina, leva seu nome, assim como uma rua da cidade de Mar del Plata.